# ゲルト・バウマン
ゲルト・バウマン（Gerd Baumann、1967年）は、ドイツの作曲家。

## 映画音楽
- おじいちゃんの里帰り（2011年）
- オープン・ウォーター2（2006年）